# ليرا لين
ليرا لين (بالإنجليزية: Lera Lynn)‏ هي مغنية وملحنة وكاتبة غنائية أمريكية، ولدت في 5 ديسمبر 1984 في هيوستن في الولايات المتحدة.

## وصلات خارجية
- الموقع الرسمي
- ليرا لين على موقع IMDb (الإنجليزية)
- ليرا لين على موقع ميوزك برينز (الإنجليزية)
- ليرا لين على موقع أول ميوزيك (الإنجليزية)
- ليرا لين على موقع ديسكوغز (الإنجليزية)